# Beautiful Creatures (album)
Beautiful Creatures è il primo album in studio del gruppo statunitense Beautiful Creatures, pubblicato nel 2001.

## Tracce
Testi e musiche di DJ Ashba, Joe LeSte e Jeff Blue, eccetto dove indicato.
1. 1 A.M. – 3:25
2. Wasted – 3:28
3. Step Back – 3:20
4. Ride (Ashba, LeSte) – 3:10
5. Wish – 4:23
6. Kick Out (Ashba, LeSte) – 3:35
7. Blacklist (Ashba, LeSte, Kenny Kweens) – 3:40
8. Kickin' For Days (Ashba, LeSte) – 4:48
9. Time and Time Again – 4:12
10. Goin' Off – 3:43
11. New Orleans (Ashba, LeSte) – 4:01
12. I Got It All (Ashba, LeSte, Kweens) – 2:44

## Formazione
- Joe LeSte — voce, cori
- DJ Ashba — chitarre, cori
- Anthony Focx — chitarre, cori
- Kenny Kweens — basso, cori
- Glen Sobel — batteria, cori